# Miguel María González de Legarra
Miguel María González de Legarra (Logronyo, 23 d'agost de 1962) és un polític espanyol.

## Carrera política
El 1978 milità en el partit polític Unió de Centre Democràtic.
El 1982 ocupà el càrrec de secretari del Consell de la Joventut de la Rioja. Eixe mateix any, co-funda el Partido Riojano Progresista, sent part del comitè executiu d'aquest. El 1993 esdevé el secretari general del partit fins que en el IV Congrés del Partit celebrat el desembre de 1995 es converteix en el president del partit.
Entre 1988 i 1989 fou membre del Consell d'Administració de Cajarioja. El 1989 fou Director General de Joventut del Govern de la Rioja. El 1991 fou elegit diputat regional i va ser reelegit el 1995.